# Eleição municipal de Maceió em 2000
A eleição municipal de Maceió em 2000 ocorreu em 1 de outubro de 2000, para a eleição de um prefeito, um vice-prefeito e mais 21 vereadores. A prefeita Kátia Born (PSB) terminara seu mandato em 1º de janeiro do ano seguinte e tentava a reeleição.
Como nenhum dos candidatos atingiram 50+1% houve segundo turno em 29 de outubro do mesmo ano entre Kátia Born (PSB) e Regis Cavalcante (PPS), vencendo a disputa eleitoral Kátia Born, sendo reeleita e governando a cidade pelo período de 1º de janeiro de 2001 a 31 de dezembro de 2004.
Após o rompimento da prefeita Kátia Born com o deputado Regis Cavalcante, este se lançou candidato a prefeito de Maceió. O candidato do PPS, Regis Cavalcante se aliou ao senador Renan Calheiros para tentar ameaçar a liderança de Kátia Born. A campanha de Kátia Born fez ligações de seu adversário Regis Cavalcante ao grupo do senador Renan Calheiros. Apesar das acusações de seus adversários, Regis Cavalcante cresceu e conseguiu passar o petista Paulão, deixando-o em terceiro lugar. No segundo turno, Heloísa Helena oficializou seu apoio à Regis Cavalcante.

## Candidatos a prefeito(a)
| Candidato(a)                   | Nome na Legenda      | Vice                                    | Partido | Nº | Coligação                                                                                          |
| ------------------------------ | -------------------- | --------------------------------------- | ------- | -- | -------------------------------------------------------------------------------------------------- |
| João Caldas da Silva           | João Caldas          | Kennedy Davidson Pinaud Calheiros (PRN) | PL      | 22 | Maceió para o Povo (PL, PRN)                                                                       |
| José Regis Barros Cavalcante   | Regis Cavalcante     | Cacilda Sampaio de Arruda (PDT)         | PPS     | 23 | Pra Maceió ter Futuro (PPS, PDT, PMDB, PSL)                                                        |
| José Thomaz da Silva Nonô Neto | José Thomaz Nonô     | Alari Romariz Torres (PTB)              | PFL     | 25 | Oposição de Verdade (PFL, PTB, PPB)                                                                |
| Kátia Born Ribeiro             | Kátia Born           | Alberto José Mendonça Cavalcante (PSDB) | PSB     | 40 | Pra Fazer Muito Mais por Maceió (PSB, PSDB, PSDC, PRONA, PST, PHS, PTdoB, PAN, PSC, PTN, PSD, PRP) |
| Manoel Lins Pinheiro           | Manoel Lins Pinheiro | José Carlos Breda de Macedo Filho (PV)  | PV      | 43 | PV (sem coligação)                                                                                 |
| Paulo Fernando dos Santos      | Paulão               | Eduardo Bomfim Gomes Ribeiro (PCdoB)    | PT      | 13 | Frente Maceió Popular (PT, PCdoB, PSTU)                                                            |

## Resultado da eleição para prefeito(a)
| 1º Turno 1 de outubro de 2000 | 1º Turno 1 de outubro de 2000 | 1º Turno 1 de outubro de 2000 | 1º Turno 1 de outubro de 2000 |
| Candidato(a)                  | Vice                          | Votação                       | Votação                       |
| Candidato(a)                  | Vice                          | Total                         | Porcentagem                   |
| ----------------------------- | ----------------------------- | ----------------------------- | ----------------------------- |
| Kátia Born (PSB)              | Alberto Cavalcante (PSDB)     | 121.783                       | 43,49%                        |
| Regis Cavalcante (PPS)        | Cacilda Arruda (PDT)          | 61.695                        | 22,03%                        |
| Paulão (PT)                   | Eduardo Ribeiro (PCdoB)       | 49.310                        | 17,61%                        |
| José Thomaz Nonô (PFL)        | Alari Romariz (PTB)           | 26.271                        | 9,38%                         |
| Manoel Lins Pinheiro (PV)     | José Carlos Breda (PV)        | 17.234                        | 6,16%                         |
| João Caldas (PL)              | Kennedy Calheiros (PRN)       | 3.718                         | 1,33%                         |
| Total de votos válidos        | Total de votos válidos        | 280.011                       | 100,00%                       |
| Votos apurados                |                               |                               |                               |
| Votos válidos                 | Votos válidos                 | 280.011                       | 89,65%                        |
| Votos em branco               | Votos em branco               | 12.123                        | 3,88%                         |
| Votos nulos                   | Votos nulos                   | 20.196                        | 6,47%                         |
| Total de votos apurados       | Total de votos apurados       | 312.330                       | 100,00%                       |
| Eleitores                     |                               |                               |                               |
| Comparecimento                | Comparecimento                | 312.330                       | 84,87%                        |
| Abstenções                    | Abstenções                    | 55.683                        | 15,13%                        |
| Total de eleitores            | Total de eleitores            | 368.013                       | 100,00%                       |

| 2º Turno 29 de outubro de 2000 | 2º Turno 29 de outubro de 2000 | 2º Turno 29 de outubro de 2000 | 2º Turno 29 de outubro de 2000 |
| Candidato(a)                   | Vice                           | Votação                        | Votação                        |
| Candidato(a)                   | Vice                           | Total                          | Porcentagem                    |
| ------------------------------ | ------------------------------ | ------------------------------ | ------------------------------ |
| Kátia Born (PSB)               | Alberto Cavalcante (PSDB)      | 170.073                        | 61,26%                         |
| Regis Cavalcante (PPS)         | Cacilda Arruda (PDT)           | 107.560                        | 38,74%                         |
| Total de votos válidos         | Total de votos válidos         | 277.633                        | 100,00%                        |
| Votos apurados                 |                                |                                |                                |
| Votos válidos                  | Votos válidos                  | 277.633                        | 92,45%                         |
| Votos em branco                | Votos em branco                | 8.754                          | 2,92%                          |
| Votos nulos                    | Votos nulos                    | 13.905                         | 4,63%                          |
| Total de votos apurados        | Total de votos apurados        | 300.292                        | 100,00%                        |
| Eleitores                      |                                |                                |                                |
| Comparecimento                 | Comparecimento                 | 300.292                        | 81,60%                         |
| Abstenções                     | Abstenções                     | 67.721                         | 18,40%                         |
| Total de eleitores             | Total de eleitores             | 368.013                        | 100,00%                        |